# Medalhistas olímpicos do voleibol de praia

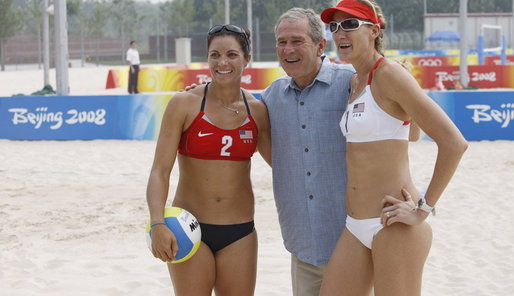
A dupla americana formada por Misty May (esquerda) e Kerri Walsh (direita) é a única a defender um título no vôlei de praia com êxito, tendo feito duas vezes

O voleibol é um dos esportes que é disputado nos Jogos Olímpicos de Verão em duas disciplinas: o tradicional indoor e o mais recente de praia. Em 18 de setembro de 1993, na 101ª sessão do Comitê Olímpico Internacional (COI) em Monte Carlo, o comitê aprovou a inclusão do voleibol de praia tanto para homens quanto para mulheres no programa dos jogos a partir da edição de Atlanta. Um Comitê Olímpico Nacional pode enviar dois times para o torneio de vôlei de praia; uma regra que permitiu aos Estados Unidos e ao Brasil conquistarem as duas primeiras colocações nos torneios masculino e feminino, respectivamente, naquele ano. Atlanta também presenciou Austrália e Canadá conseguirem as primeiras medalhas na modalidade, de bronze nos campeonatos feminino e masculino, devidamente. Na Olimpíada de Sydney, a equipe anfitriã australiana ganhou a medalha de ouro na competição feminina e as equipes brasileiras conquistaram três medalhas, a maior quantidade em uma única edição dos jogos.
Nos Jogos de Atenas, a Espanha e a Suíça conseguiram as suas únicas medalhas no esporte: uma prata e um bronze, respectivamente, no torneio masculino. No campeonato feminino, a dupla americana formada por Kerri Walsh e Misty May ganhou a primeira das três medalhas de ouro consecutivas, único time a defender com sucesso um título na competição de vôlei de praia. Em Pequim, os Estados Unidos venceram as duas disputas pelo ouro; enquanto Brasil e China completaram os pódios nos campeonatos masculino e feminino, devidamente. Na Olimpíada de Londres, a Alemanha conseguiu a primeira medalha de ouro e a Letônia a primeira medalha na modalidade, no torneio masculino. Na disputa feminina, duas duplas americanas fizeram a final, sendo a primeira vez desde Atlanta 1996 em que apenas um país ficou com o ouro e a prata em um mesmo evento. Nos Jogos do Rio de Janeiro, Itália e Países Baixos conquistaram as suas primeiras medalhas no masculino, uma prata e um bronze, respectivamente, e na edição seguinte em Tóquio, marcou as primeiras conquistas de Noruega, ROC (a Rússia estava suspensa) e Catar, que formaram o pódio entre os homens. Em Paris 2024, a Suécia também entrou no rol de medalhistas da modalidade com o ouro no torneio masculino e, no feminino, o Canadá obteve sua primeira medalha desde 1996, ano em que o Brasil havia conquistado seu único título entre as mulheres e repetiu o feito 28 anos depois.
Os soviéticos ganharam doze medalhas na competição de quadra e as equipes brasileiras conquistaram quatorze medalhas no campeonato de praia, respectivamente, a maior quantidade em cada disciplina. Os times brasileiros, no entanto, com dez medalhas no torneio indoor lideram a contagem total de medalhas com um total de vinte e quatro medalhas em eventos de voleibol nos Jogos Olímpicos. Apenas Kerri Walsh ganhou quatro medalhas no voleibol de praia, três de ouro e uma de bronze. Mais dois atletas conseguiram três medalhas de ouro. Misty May, como mencionado acima, ganhou medalhas de ouro no vôlei de praia em 2004, 2008 e 2012. O outro é Karch Kiraly, que foi campeão com a seleção americana masculina em 1984 e 1988, e no voleibol de praia em 1996. Kiraly é o único jogador de ambos os sexos a conquistar medalhas tanto no volêi indoor como no de praia. Além de Walsh e May, Emanuel Rego e Ricardo Santos do Brasil, e a também estadunidense April Ross são os únicos atletas com três medalhas no voleibol de praia, uma de cada cor.

## Masculino

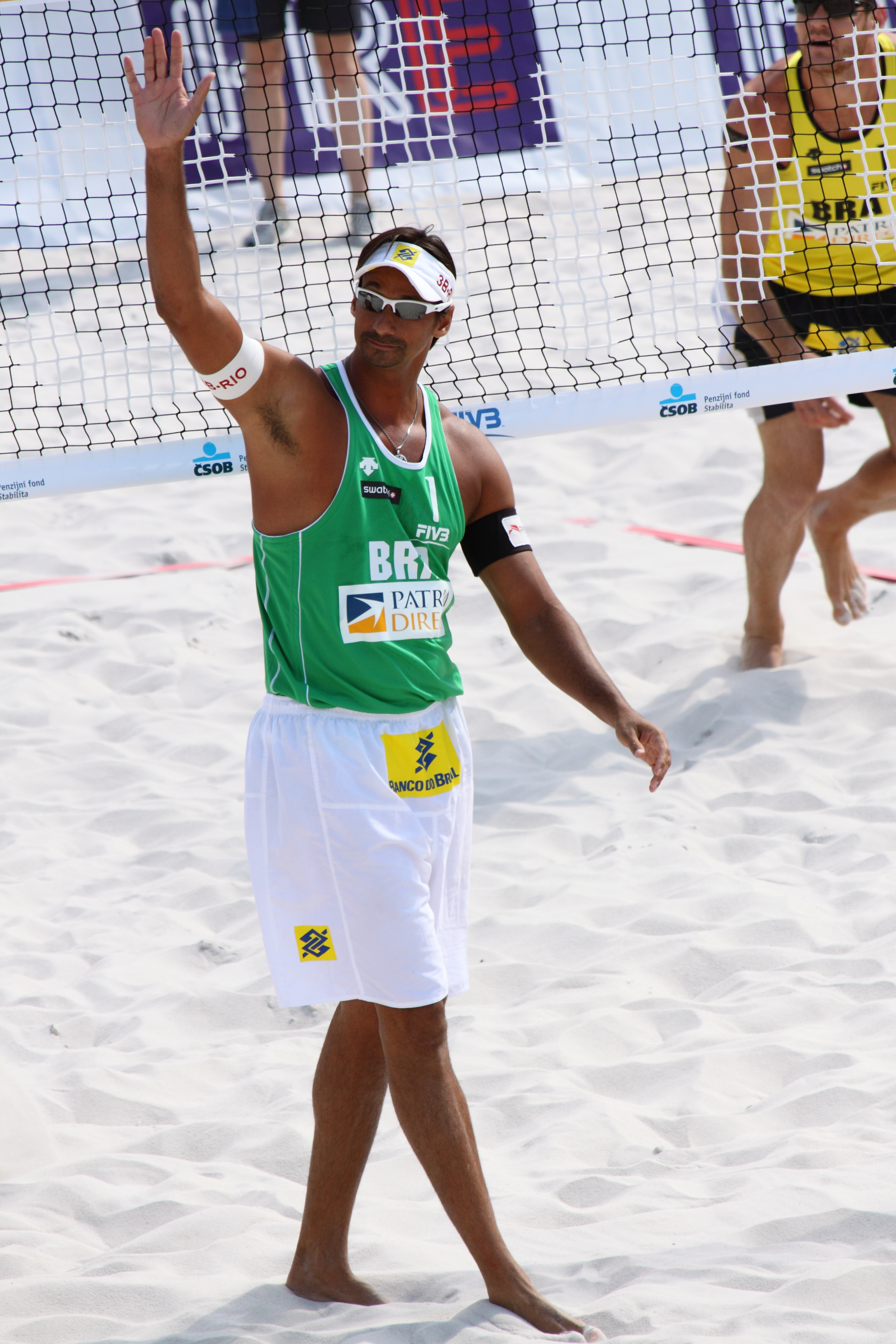
O brasileiro Ricardo Santos possui três medalhas olímpicas: prata em 2000, ouro em 2004 e bronze em 2008

| Evento                         | Ouro                                            | Prata                                          | Bronze                                              |
| ------------------------------ | ----------------------------------------------- | ---------------------------------------------- | --------------------------------------------------- |
| Atlanta 1996 (detalhes)        | USA Estados Unidos Karch Kiraly Kent Steffes    | USA Estados Unidos Michael Dodd Mike Whitmarsh | CAN Canadá John Child Mark Heese                    |
| Sydney 2000 (detalhes)         | USA Estados Unidos Dain Blanton Eric Fonoimoana | BRA Brasil José Marco Melo Ricardo Santos      | GER Alemanha Axel Hager Jörg Ahmann                 |
| Atenas 2004 (detalhes)         | BRA Brasil Ricardo Santos Emanuel Rego          | ESP Espanha Javier Bosma Pablo Herrera         | SUI Suíça Stefan Kobel Patrick Heuscher             |
| Pequim 2008 (detalhes)         | USA Estados Unidos Todd Rogers Phil Dalhausser  | BRA Brasil Márcio Araújo Fábio Luiz Magalhães  | BRA Brasil Ricardo Santos Emanuel Rego              |
| Londres 2012 (detalhes)        | GER Alemanha Julius Brink Jonas Reckermann      | BRA Brasil Alison Cerutti Emanuel Rego         | LAT Letônia Mārtiņš Pļaviņš Jānis Šmēdiņš           |
| Rio de Janeiro 2016 (detalhes) | BRA Brasil Alison Cerutti Bruno Schmidt         | ITA Itália Daniele Lupo Paolo Nicolai          | NED Países Baixos Alexander Brouwer Robert Meeuwsen |
| Tóquio 2020 (detalhes)         | NOR Noruega Anders Mol Christian Sørum          | ROC Viacheslav Krasilnikov Oleg Stoyanovskiy   | QAT Catar Cherif Younousse Ahmed Tijan              |
| Paris 2024 (detalhes)          | SWE Suécia David Åhman Jonatan Hellvig          | GER Alemanha Nils Ehlers Clemens Wickler       | NOR Noruega Anders Mol Christian Sørum              |

## Feminino

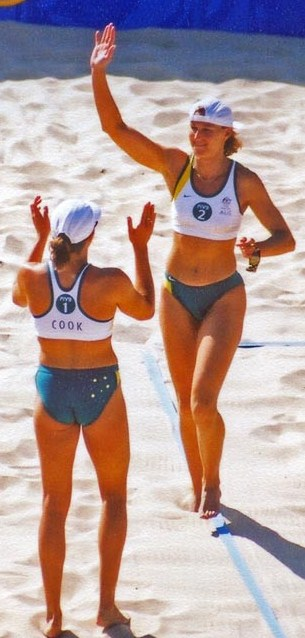
As australianas Natalie Cook e Kerri Pottharst ganharam duas medalhas, uma de bronze em 1996 e uma de ouro em 2000.

| Evento                         | Ouro                                             | Prata                                                  | Bronze                                        |
| ------------------------------ | ------------------------------------------------ | ------------------------------------------------------ | --------------------------------------------- |
| Atlanta 1996 (detalhes)        | BRA Brasil Jaqueline Silva Sandra Pires          | BRA Brasil Mônica Rodrigues Adriana Samuel             | AUS Austrália Natalie Cook Kerri Pottharst    |
| Sydney 2000 (detalhes)         | AUS Austrália Natalie Cook Kerri Pottharst       | BRA Brasil Adriana Behar Shelda Bedê                   | BRA Brasil Adriana Samuel Sandra Pires        |
| Atenas 2004 (detalhes)         | USA Estados Unidos Kerri Walsh Misty May         | BRA Brasil Adriana Behar Shelda Bedê                   | USA Estados Unidos Holly McPeak Elaine Youngs |
| Pequim 2008 (detalhes)         | USA Estados Unidos Kerri Walsh Misty May         | CHN China Tian Jia Wang Jie                            | CHN China Xue Chen Zhang Xi                   |
| Londres 2012 (detalhes)        | USA Estados Unidos Kerri Walsh Misty May         | USA Estados Unidos Jennifer Kessy April Ross           | BRA Brasil Juliana Silva Larissa França       |
| Rio de Janeiro 2016 (detalhes) | GER Alemanha Laura Ludwig Kira Walkenhorst       | BRA Brasil Ágatha Bednarczuk Bárbara Seixas            | USA Estados Unidos April Ross Kerri Walsh     |
| Tóquio 2020 (detalhes)         | USA Estados Unidos April Ross Alexandra Klineman | AUS Austrália Taliqua Clancy Mariafe Artacho del Solar | SUI Suíça Joana Heidrich Anouk Vergé-Dépré    |
| Paris 2024 (detalhes)          | BRA Brasil Ana Patrícia Ramos Duda Lisboa        | CAN Canadá Melissa Humana-Paredes Brandie Wilkerson    | SUI Suíça Tanja Hüberli Nina Betschart        |

## Estatísticas

### Jogadores com mais medalhas

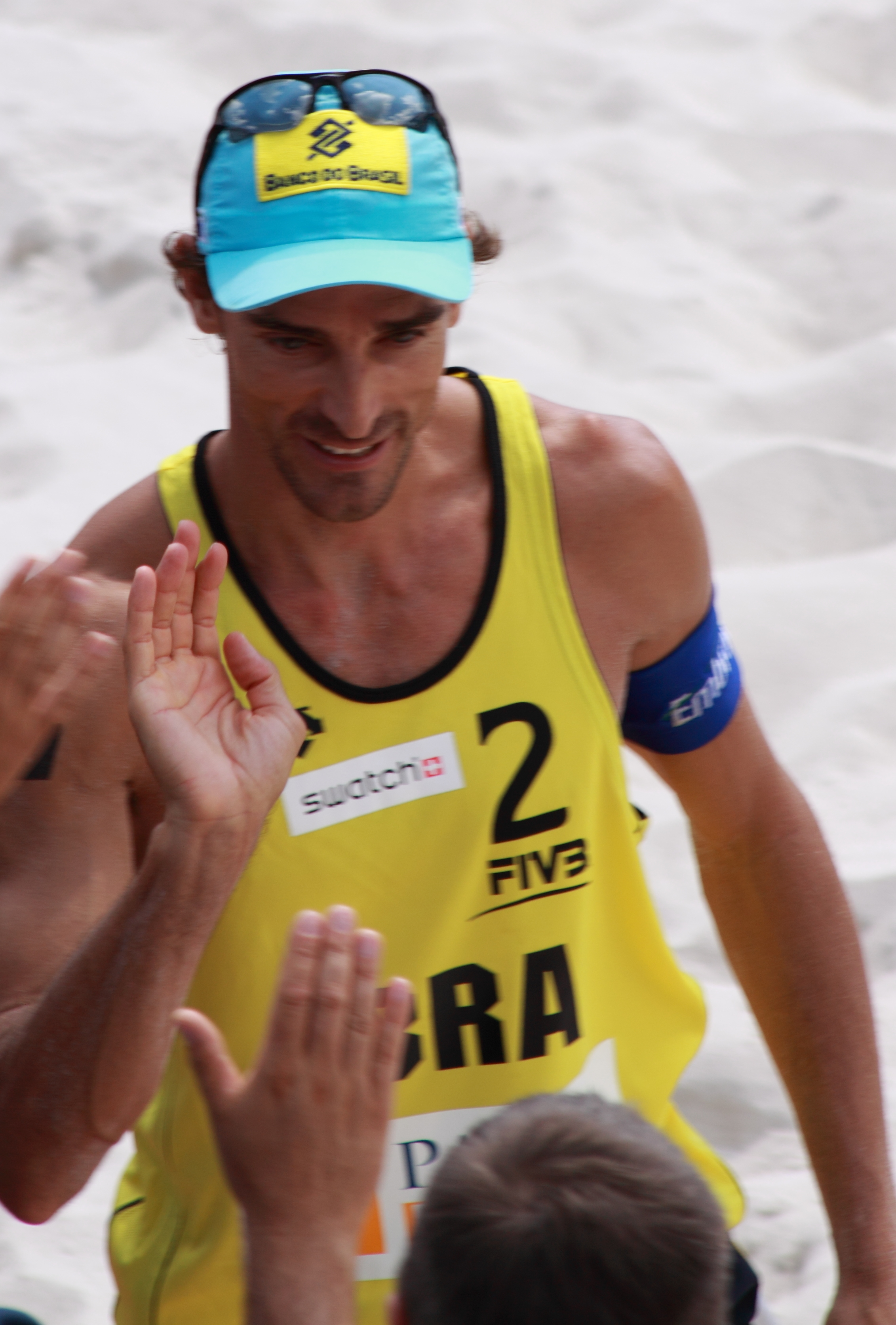
O brasileiro Emanuel Rego conquistou medalhas em três olimpíadas seguidas, uma de ouro em 2004, uma de bronze em 2008 e uma de prata em 2012

Jogadores que ganharam duas ou mais medalhas estão listados abaixo.
| Jogador(a)      | País               | Olimpíadas | Total | Ouro | Prata | Bronze | Gênero    |
| --------------- | ------------------ | ---------- | ----- | ---- | ----- | ------ | --------- |
| Kerri Walsh     | USA Estados Unidos | 2004–2016  | 4     | 3    | 0     | 1      | Feminino  |
| Misty May       | USA Estados Unidos | 2004–2012  | 3     | 3    | 0     | 0      | Feminino  |
| Emanuel Rego    | BRA Brasil         | 2004–2012  | 3     | 1    | 1     | 1      | Masculino |
| Ricardo Santos  | BRA Brasil         | 2000–2008  | 3     | 1    | 1     | 1      | Masculino |
| April Ross      | USA Estados Unidos | 2012–2020  | 3     | 1    | 1     | 1      | Feminino  |
| Alison Cerutti  | BRA Brasil         | 2012–2016  | 2     | 1    | 1     | 0      | Masculino |
| Kerri Pottharst | AUS Austrália      | 1996–2000  | 2     | 1    | 0     | 1      | Feminino  |
| Natalie Cook    | AUS Austrália      | 1996–2000  | 2     | 1    | 0     | 1      | Feminino  |
| Sandra Pires    | BRA Brasil         | 1996–2000  | 2     | 1    | 0     | 1      | Feminino  |
| Adriana Behar   | BRA Brasil         | 2000–2004  | 2     | 0    | 2     | 0      | Feminino  |
| Shelda Bedê     | BRA Brasil         | 2000–2004  | 2     | 0    | 2     | 0      | Feminino  |
| Adriana Samuel  | BRA Brasil         | 1996–2000  | 2     | 0    | 1     | 1      | Feminino  |

### Medalhas por ano
| # | Número de medalhas conquistadas pelo CON nestes Jogos | – | CON não ganhou nenhuma medalha nestes Jogos |  | CON não participou nestes Jogos |

| CON                | 1896–1992 | 96   | 00   | 04   | 08   | 12   | 16   | 20 | 24   | Total |
| ------------------ | --------- | ---- | ---- | ---- | ---- | ---- | ---- | -- | ---- | ----- |
| GER Alemanha       | -1 !      | –    | 1    | –    | –    | 1    | 1    | –  | 1    | 4     |
| AUS Austrália      | -1 !      | 1    | 1    | –    | –    | –    | –    | 1  | –    | 3     |
| BRA Brasil         | -1 !      | 2    | 3    | 2    | 2    | 2    | 2    | –  | 1    | 14    |
| CAN Canadá         | -1 !      | 1    | –    | –    | -1 ! | –    | –    | –  | 1    | 2     |
| QAT Catar          |           | -1 ! | -1 ! | -1 ! | -1 ! | -1 ! | –    | 1  | –    | 1     |
| CHN China          | -1 !      | -1 ! | –    | –    | 2    | –    | –    | –  | –    | 2     |
| ESP Espanha        | -1 !      | –    | –    | 1    | –    | –    | –    | –  | –    | 1     |
| USA Estados Unidos | -1 !      | 2    | 1    | 2    | 2    | 2    | 1    | 1  | –    | 11    |
| ITA Itália         | -1 !      | –    | –    | –    | –    | –    | 1    | –  | –    | 1     |
| LAT Letônia        | -1 !      | -1 ! | -1 ! | -1 ! | –    | 1    | –    | –  | –    | 1     |
| NOR Noruega        | -1 !      | –    | –    | –    | –    | –    | -1 ! | 1  | 1    | 2     |
| NED Países Baixos  | -1 !      | –    | –    | –    | –    | –    | 1    | –  | –    | 1     |
| ROC                | -1 !      | -1 ! | -1 ! | -1 ! | -1 ! | -1 ! | -1 ! | 1  | -1 ! | 1     |
| SWE Suécia         | -1 !      | -1 ! | –    | –    | –    | –    | –    | –  | 1    | 1     |
| SUI Suíça          | -1 !      | -1 ! | –    | 1    | –    | –    | –    | 1  | 1    | 3     |
| Ano                | 1896–1992 | 96   | 00   | 04   | 08   | 12   | 16   | 20 | 24   | –     |

Nota: As caixas em cinza escuro representam um ano em que o CON não existia ou não competiu em eventos de voleibol de praia nos Jogos Olímpicos.